# KZ Janinagrube
Das Konzentrationslager Janinagrube lag in Libiąż Mały, Polen, in Sichtweite des Steinkohlebergwerks Gute Hoffnung. Vor der deutschen Besatzungszeit war das Steinkohlebergwerk unter dem Namen Janina bekannt. Das KZ Janinagrube war vom 4. September 1943 bis zum 17. Januar 1945, einige Tage vor der Befreiung von Auschwitz, ein Nebenlager des KZ Auschwitz.

## Grube Janina

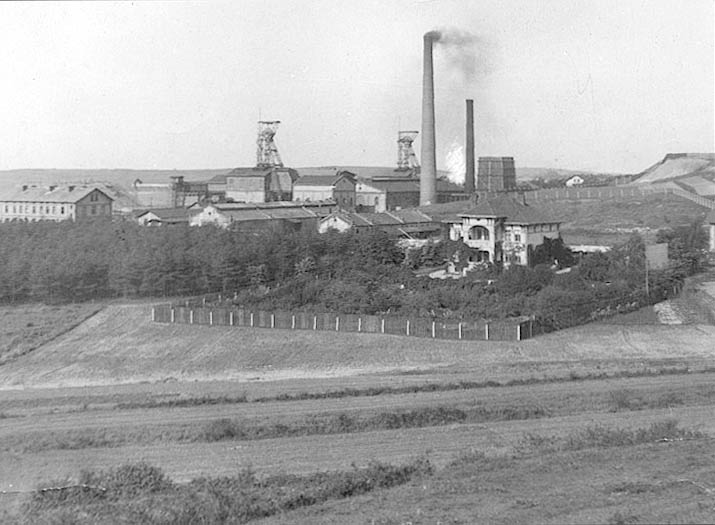
Steinkohlebergwerk Janina, 1938

Eigentümerin der Grube Janina war die 1898 gegründete französische Gesellschaft Compagnie Galicienne de Mines (während der deutschen Besetzung eingedeutschter Firmenname: Französische AG Galizische Bergwerksgesellschaft) mit Sitz in Paris.
Anfang 1942 lag die Förderleistung nach Angaben der Grubenleitung bei etwa 1.200 Tonnen pro Tag bzw. 400.000 Tonnen Steinkohle pro Jahr bei einer Belegschaft von 1126 Polen, etwa 150 britischen Kriegsgefangenen und 20 Deutschen. Allerdings sei die Grube wegen Absatzproblemen aufgrund Überangebots an Kohlen nur an zwei bis drei Tagen in der Woche in Betrieb.
Auf Anordnung der Haupttreuhandstelle Ost wurde die Galizische Bergwerksgesellschaft zum 1. Januar 1943 in die Verfügungsgewalt der Fürstengrube GmbH eingewiesen und der bisherige kommissarische Verwalter Ladislaus Franz Trenczak abberufen. In den Monaten nach der Übernahme durch die Fürstengrube GmbH wurden erhebliche Probleme offensichtlich, die eine Steigerung der Förderleistung der Grube Janina behinderten. Es fehlten vor allem Arbeitskräfte, um die Vorrichtungsarbeiten ausreichend voranzutreiben und eine weitere Sohle einzurichten.

## Lager Janinagrube
Im September 1942 unterschrieb der kommissarische Verwalter der Janinagrube einen Vertrag mit dem Kriegsgefangenenlager Lamsdorf (Stalag VIII B) über die Überlassung von 200 Kriegsgefangenen für Arbeiten im Untertagebetrieb der Janinagrube. Das Lager Janinagrube lag etwa 400 m Luftlinie entfernt in nordwestlicher Richtung am Ende einer Gruben-Wohnkolonie beidseitig der Straße Obieżowa in Libiąż. Es war bis zum 20. August 1943 ein Lager für etwa 150 britische Kriegsgefangene (Lager 562), die zahlreich Scherereien machten und häufiger die Arbeit verweigerten. Die Gründe für das selbstbewusste Auftreten könnten in ihrer Homogenität und inneren Organisation als Gruppe gelegen haben: dieselbe Sprache, gemeinsame Erlebnisse und die militärische Rangordnung förderten das kollektives Auftreten in Kriegsgefangenschaft. Ihre Produktivität genügte allerdings nicht und ließ sich von der Grubenleitung auch nicht erzwingen. Am 16. Juli 1943 besichtigte der Leiter des Konzentrationslagers Auschwitz SS-Obersturmbannführer Rudolf Höß das Lager der Janinagrube zusammen mit Walter Dürrfeld (Prokurist des IG Farben-Werks Auschwitz) und Wilhelm Düllberg (Prokurist der Fürstengrube GmbH). Es wurde vereinbart, dass die Kriegsgefangenen so schnell wie möglich zurückgegeben werden sollen und dass das Lager für die Belegung mit 900 KZ-Häftlingen aus dem Konzentrationslager Auschwitz bis Jahresende ausgebaut wird. Die Kriegsgefangenen wurden auf Betreiben der Fürstengrube GmbH am 20. August 1943 abtransportiert

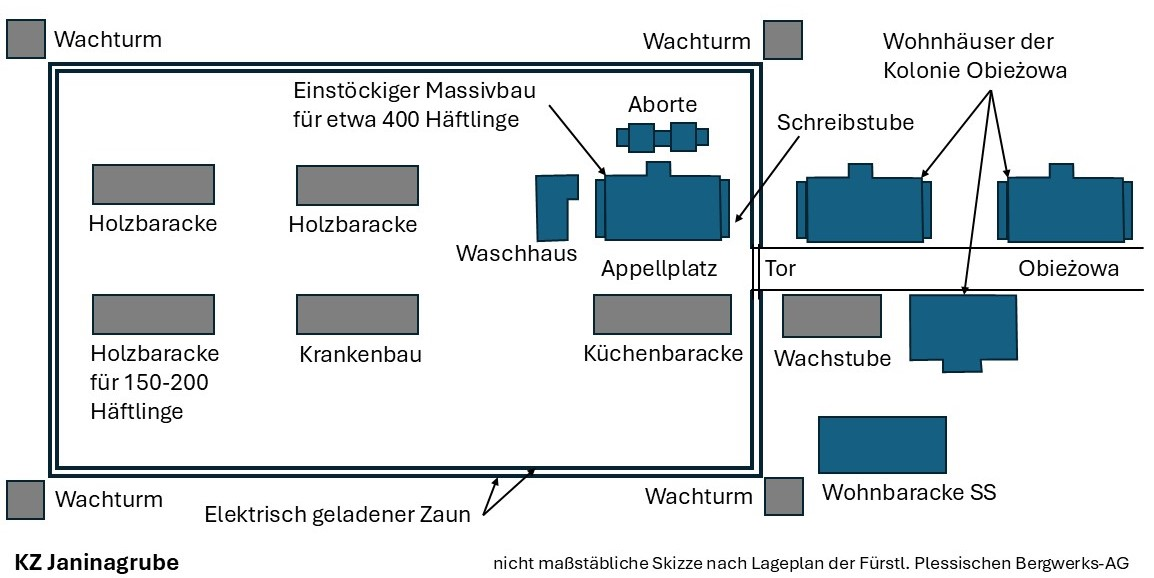
Lageplan KZ Janinagrube, 1944

Das KZ Janinagrube wurde am 4. September 1943 mit 282 Häftlingen aus dem KZ Auschwitz belegt. Erste Aufgaben waren der Bau eines doppelten und elektrisch geladenen Zauns um eine rechteckige Fläche von 15.000 Quadratmetern und neuer Baracken sowie die Nivellierung des Geländes. An den vier Ecken des Geländes standen hölzerne Wachtürme. Auf den Einzäunungspfählen und an den ins Lager gerichteten Fenstern waren elektrische Scheinwerfer montiert.
Etwa 400 Häftlinge waren in einem Steingebäude und jeweils 150 bis 200 Häftlinge in drei Holzbaracken untergebracht. Küche, Lebensmittellager, Krankenbau, Waschräume und Latrine befanden sich in weiteren Baracken.
Die Arbeit in der Grube Janina erfolgte in drei Schichten mit jeweils 250 Häftlingen. Diese wurden vorwiegend unter Tage bei der Vorrichtung, beim Kohleabbau und -transport in den Schächten Viktor, Alexander und Sigmund und zur Hilfsbedienung von Antriebsmaschinen eingesetzt. Die Arbeit war anstrengend und gefährlich. Sicherungsmaßnahmen wurden unterlassen. Schutzkleidung fehlte. Die Essensversorgung war absolut unzureichend. In der Regel konnte ein Häftling die hohe Arbeitsbelastung nicht länger als einen Monat aushalten.
Häftlinge wurden vom beaufsichtigenden Grubenpersonal misshandelt. Besonders sadistisch verhielten sich die Obersteiger Wimert und Kulas, die Häftlinge wegen aus ihrer Sicht unzulänglicher Arbeit bis zur Besinnungslosigkeit und sogar zu Tode schlugen. Ähnlich verhielten sich die Steiger Balzarek, Gonschorek, Pawlitza, Marx und Kleiner. Auch der Grubendirektor Kröger misshandelte Häftlinge. Ein junger Holländer beispielsweise hatte durch Tritte des Mineninspektors Balzarek einen Schädelbruch und einen Milzriss erlitten.

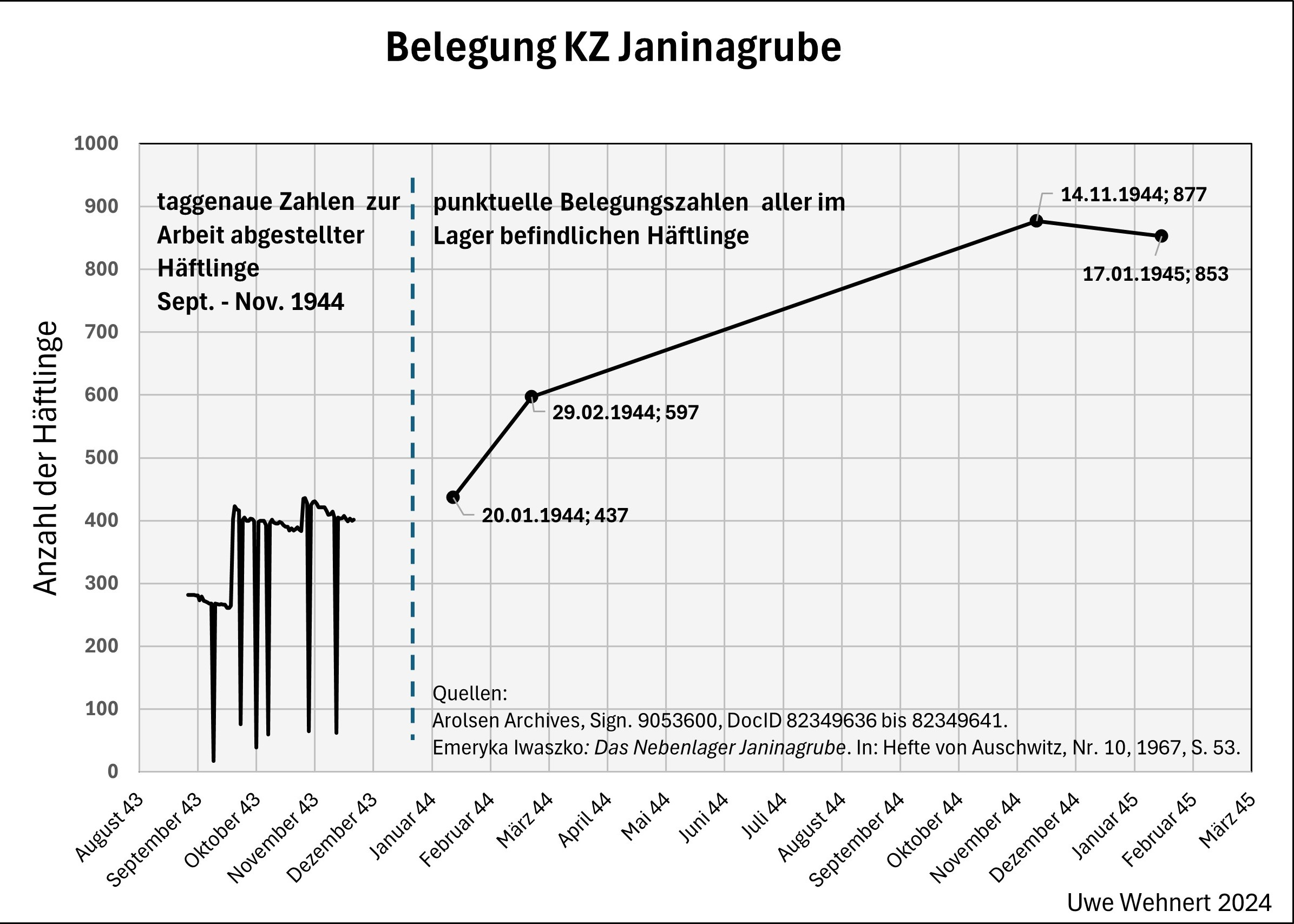
Häflingsbelegung KZ Janinagrube 1943–1945

Während der ersten drei Monate September bis November 1943 sank die Zahl der zur Arbeit abgestellten und abgerechneten Häftlinge im Lager an 6 Tagen auf weniger als 100 Häftlinge. Dies könnte ein Hinweis auf Selektionen sein.
Kranke wurden im Häftlingskrankenbau behandelt. Als Arzthäftlinge arbeiteten die Tschechoslowaken Erich Orlik (Häftlings-Nr. 69826) und der Chirurg Walter Löbner (Häftling Nr. 70096), letzterer ab Frühjahr 1944 zusätzlich im Lager wegen der häufigen Unfälle und Gewalteinwirkungen mit vorwiegend Knochenbrüchen, Quetschungen, Gehirnerschütterungen, Schädelbrüchen und Nierenrupturen. Neben Lungenleiden, Nierenleiden, Hungerödemen aufgrund Eiweißmangel und Darmleiden waren auch Infektionskrankheiten (Scharlach, Meningitis, Diphtherie, Typhus) zu behandeln. Sanitäter war der deutsche Häftling Max Buchhalter. Als Zahnarzthäftling betätigte sich der französische Häftling Ladislaus Broad.
Die Fürstengrube GmbH musste ab dem 6. September 1943 für den Einsatz der Facharbeiter unter den Häftlingen 6 RM pro Tag und für den Einsatz der Hilfsarbeiter 4 RM pro Tag an die SS bezahlen.

## Wachmannschaft
Lagerleiter des KZ Janinagrube waren der SS-Unterscharführer Franz Baumgartner ab September 1943, der SS-Oberscharführer Hermann Kleemann, genannt „Revolverking“, von März bis September 1944 und zuletzt der SS-Unterscharführer Rudolf Kamieniczny bis zur Evakuierung des Lagers am 18. Januar 1944. Der SS-Unterscharführer Max Uhlig leitete die Lagerküche.
Sanitätsdienstgrade waren der SS-Oberscharführer Ludwig, der SS-Schütze Vohland und der SS-Unterscharführer Hans Nierzwicki, 1963 im Frankfurter Auschwitz-Prozess wegen vielfachen Mordes angeklagt. Bei Arbeitsunfähigkeit eines Häftlings erfolgte in der Regel ein Rücktransport nach Auschwitz zur Vergasung.
Etwa 50 SS-Wachmännern der 3. Wachkompanie des KZ Auschwitz-Monowitz bewachten das KZ Janinagrube. Gefürchtete Wachmänner waren die SS-Rottenführer Josef Draschner und Heinrich Niemeyer.

## Bekannte Insassen
Kurt Brüssow (Häftling Nr. 16642)

## Räumung
Die Räumung begann am 6. Dezember 1944. 250 Häftlinge „arischer“ Abstammung wurden mittels Eisenbahntransporten in die Lager Buchenwald und Mauthausen verlegt.
Am 17. Januar 1945 befanden sich 853 Häftlinge im Lager. Am 18. Januar 1945 begann der Todesmarsch von etwa 800 Häftlingen zum KZ Groß-Rosen ohne ausreichende Lebensmittel oder Kleidung gegen die Kälte. Nach 18 Tagen hatten nur 200 Häftlinge in äußerst erschöpftem Zustand den Marsch überlebt. Sechzig marschunfähige Häftlinge blieben im Lager zurück und wurden am 25. Januar 1945 befreit.

## Erinnerung
Das Mahnmal zum KZ Janinagrube steht seit 1965 an der Straße Obieżowa in Libiąż Mały.